# قاعة سراوق
قاعة سراوق أو غرفة سراوق أو حُجرة سراوق (بالإنجليزية: Sarawak Chamber) هي أكبر حُجرة تحت الأرض مساحةً في العالم وهي ثاني أكبر حُجرة حجماً في العالم بعدَ غرفة مياو في الصين، وتقع غرفة سرواق داخل كهف الحظ السعيد، والذي يقع داخل حديقة جونونج مولو الوطنية في إقليم سراوق في ماليزيا، ويُعتبر أحد مواقع التراث العالمي في جزيرة بورنيو.

## الاكتشاف
اكتُشفت القاعة في يناير 1981 بواسطة بعثة مولو 80 على يَد ثلاث مستكشفين بريطانيين وَهُم: أندي إيفيس وَديف تشيكلي وَتوني وايت. قصة اكتشاف القاعة موجودة في «كِتاب العالم تحت الأرض والكهوف العملاقة في بورنيو» (Underground Worlds and Giant Caves of Borneo).
في وقتٍ لاحق، تمت تسمية القاعة باسم «قاعة سراوق»، ويبلغ طولها حوالي 600 متر وَعرضُها 415 متر وأقصى ارتفاع لها هوَ 115 متر، ويبلغ حجمها حوالي 3 أضعاف حجم الغُرفة الكبيرة في حديقة كهوف كارلسباد الوطنية في نيو مكسيكو، لِذلك تُعتبر أكبر قاعة تحت الأرض مساحةً في العالم، وفي عام 2011 تم إجراء مَسح بالليزر للقاعة، فتبينَ أنَّ حجمُها يبلغ حوالي 9,579,205 متر مُكعب (338,286,400 قدم مُكعب) ومَساحتُها تبلغ حوالي 164,459 متر مربع (1,770,220 قدم مُربع).
للوصول إلى قاعة سارواك على الشَخص أن يَتبع مَنبع النَهر من داخل الكَهف، وفي الداخل قد يتطلب من الشخص السِباحة في بعض الأحيان، وفي أحيانٍ أُخرى قد يحتاج إلى السَير على طول الحافة. من الممكن ترتيب زيارات للقاعة مع حديقة جونونج مولو الوطنية.

## الجيولوجيا والتشكيل
تشكلت قاعة سراوق في الأحجار الجيرية في الفترة ما بين عصر الإيوسين العلوي والسُفلي.

## في الأدب
أَشارَ كاتب الخيال مارك دانيليوسكي في روايته «هاوس أوف ليفز» (House of Leaves) إلى أنَّ أحد مُستكشفي قاعة سراوق أصابه رهاب الخلاء.

## روابط خارجية
- وصف قاعة سراوق في مشروع كهوف مولو.
- مسح قاعة سراوق على موقع كهوف سراوق.
- وصف قَصير على موقع www.showcaves.com.
- أكبر كَهف في العالم - قاعة سراوق نسخة محفوظة 18 مارس 2013 على موقع واي باك مشين..